# Gran Puente de Pekín
El Gran Puente de Pekín ( en chino, 北京特大桥) es un puente de ferrocarril de 48.153 metros de longitud al principio de la línea de alta velocidad que une Pekín a Shanghái y es uno de los puentes más largos del mundo. La construcción comenzó en 2008 y concluyó en 2010. El puente se abrió en junio de 2011. Se encuentra entre la cuarta carretera de circunvalación de Pekín y Langfang. Justo después de este viaducto, la línea pasa por encima de un viaducto aún más largo (114 km), el Gran Puente de Tianjin, que une Langfang y Qingxian